# Grigore Lupoaie
Grigore Lupoaie (n. 1854, Sângeorz-Băi – d. 10 aprilie 1932, Sângeorz-Băi) a fost un delegat în Marea Adunare Națională de la Alba Iulia, organismul legislativ reprezentativ al „tuturor românilor din Transilvania, Banat și Țara Ungurească”, cel care a adoptat hotărârea privind Unirea Transilvaniei cu România, la 1 decembrie 1918.:p. 77

## Biografie
Grigore Lupoaie, după finalizarea studiilor școlii primare, s-a remarcat ca agricultor. A decedat la 10 aprilie 1932, în Sângeorz-Băi. :p.123.

## Activitatea politică

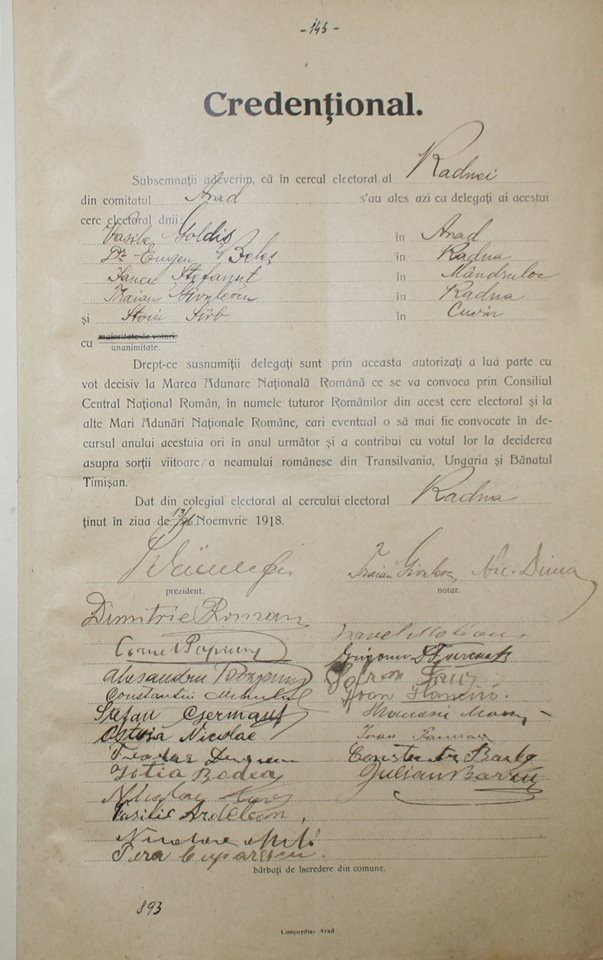
Credențional

În 1918, a devenit membru al Consiliului Național Român Central, la nivelul localității Sângeorz-Băi. :p.123. Grigore Lupoaie s-a remarcat în cadrul unei adunări populare, organizată la Sângeorz-Băi, la 24 noiembrie 1918 :p.329. Adunarea a avut un caracter reprezentativ, deoarece la aceasta au luat parte toți locuitorii din Sângeorz-Băi.Această adunare populară a trimis la Alba Iulia câțiva delegați care au primit mandate, numite credenționale, care prevedeau ca Adunarea Națională de la Alba Iulia să decidă unirea Transilvaniei, Banatului, Crișanei și Maramureșului cu Regatul României. Unul dintre delegații aleși în cadrul acestei adunări populare a fost Grigore Lupoaie, alături de Nistor Gabor, Alexandru Alexi, Alexandru Mărcuș și Al.Alexi. În fruntea acestei delegații au fost preotul Aurel Șorobetea și învățătorul Pompei Demian.:p.18 :p.83. Cei care au semnat actul din 29 noiembrie 1918, de numire a lui Grigore Lupoaie drept delegat, au fost sublocotenentul Iustin Sohorca :pp.59-63 și primarul comunal Gavrilă Oproaie.:p.329.Delegația din Sângeorz-Băi, din care făcea parte și Grigore Lupoaie, avea un caracter reprezentativ, fiind compusă din intelectuali, dar și din țărani.:p.18. Ca deputat în Adunarea Națională din 1 decembrie 1918, Grigore Lupoaie a reprezentat, ca delegat supleant, cercul electoral Năsăud.:p.123.